# Ravnsholtskolen
Ravnsholtskolen er en folkeskole i Allerød Kommune. Skolen ligger lige ved Ravnsholtskoven og har to til tre spor (2009) på hver årgang. Den forhenværende skoleleder hed Ove Kirkegaard, som startede i 2009. Den nuværende hedder Morten Winther Bothe. 

## Historie
Skolen blev opført i som en étplansskole i 1981. Den blev udvidet i 1986 og 2003.
I midten af september 2015 brændte et lyn taget af to klasselokaler samt et faglokale.